# Lądowisko Polanica Zdrój – SCM
Lądowisko Polanica Zdrój – SCM S.A. – lądowisko sanitarne w Polanicy-Zdroju, w województwie dolnośląskim, położone przy ul. Jana Pawła II 2. Przeznaczone jest do wykonywania startów i lądowań każdego typu śmigłowców. Jest najwyżej położonym w Polsce lądowiskiem sanitarnym. Jest lądowiskiem wyniesionym.
Zarządzającym lądowiskiem jest Specjalistyczne Centrum Medyczne S.A. w Polanicy-Zdroju. W roku 2015 zostało wpisane do ewidencji lądowisk Urzędu Lotnictwa Cywilnego pod numerem 300.